# Pont de Pančevo
Le pont de Pančevo (en serbe : Панчевачки мост et Pančevački most) est un pont sur le Danube situé à Belgrade, la capitale de la Serbie.
Le pont de Pančevo a une longueur de 1 075 m ; il sert à la fois au transport routier et au transport ferroviaire.
Un premier pont a été construit en 1935 ; il portait alors le nom de Pont du roi Pierre II mais il a été détruit pendant la Seconde Guerre mondiale. Il a été reconstruit en 1946 et en 1965.